# تیره زیتون
تیره زیتون (Oleaceae) تیره‌ای از نعناسانان درختی یا درختچه‌ای یا بالارونده که شامل زیتون و خویشاوندان آن می‌شود و حدود ۲۴ سرده و ۹۰۰ گونه دارد که آرایش برگهای آنها ساده یا مرکب شانه‌ای با آرایشی اغلب متقابل یا چرخه‌ای و کاسه و جام آنها معمولاً چهارقطعه‌ای است.